# Sorgaqtani
Sorgaqtani o Soyurghaqtani fou una princesa mongola, esposa de Tolui, el fill petit de Genguis Kan, i filla de Djagambu, el germà del kan dels kerait Wang Khan. Sorgaqtani era nestoriana considerada intel·ligent i hàbil.
El seu marit fou regent de l'imperi i va morir el 9 d'octubre de 1232. La princesa va agafar la direcció de la casa dels Toluides.
Quan Guyuk va ser nomenat gran kan va voler aturar l'autonomia creixent de les diverses branques genguiskhànides. Entre les coses que va fer fou ordenar una investigació sobre els abusos de les diferents branques genguiskhànides en perjudici de l'estat mongol; però la princesa va aconseguir que la branca de Tolui en sortís amb tots els pronunciaments favorables.
Guyuk va començar a actuar contra la branca de Jotxi o jocida, és a dir amb Batu Kan. Al començament del 1248 es preparava una guerra entre Guyuk i Batu. El primer, al·legant que es volia acostar al seu domini hereditari al Iemil, va sortir de Karakorum cap a l'oest. Batu fou alertat per la princesa Sorgaqtani, cap de la casa de Tolui, i es va avançar cap a Semirechie arribant a Alaqman, a set dies de Qayaligh (prop de la moderna Kopal). La guerra era inevitable, però Guyuk, a causa de l'abús de l'alcohol i les dones, va morir a una setmana de camí de Bechbaligh. La data exacta de la mort no és coneguda, però les fonts xineses la situen entre el 27 de març i el 24 d'abril.
La regència va passar a la seva vídua Oghul Qaïmich que volia fer atribuir el tron a un dels prínceps de la línia d'Ogodei, bé Chiramon (nebot de Guyuk) o encara millor al fill que ella havia tingut amb Guyuk, de nom Qutcha. Però el deganat de la casa genguiskhànida el tenia Batu Khan, que volia excloure a la branca d'Ogodei (Ogodeïdes), i es va aliar amb Sorgaqtani. Va convèncer a aquest de fer elegir a Mongke o Mongka que era el fill gran de Tolui, i la mare del qual era la mateixa Sorgaqtani.
El kuriltai per l'elecció de gran kan es va fer presidit per Batu, al seu campament d'Alaqmaq, al nord de l'Issiq Qul, el 1250. Els representants de les branques d'Ogodei i Txagatai no van assistir a la reunió o els que hi van anar la van abandonar abans de l'elecció; així la decisió quedava en mans de les branques de Jotxi i Tolui. Elegit Mongke com estava previst, les branques absents es van negar a ratificar l'elecció i reconèixer al nou gran kan al·legant que l'assemblea s'havia fet molt lluny dels llocs sagrats genguiskhànides i havia estat incompleta. Batu va convocar llavors un segon kuriltai més complet a la regió sagrada a la vora de l'Onon o del Kerulen, i va convidar les branques refractàries a assistir-hi, però totes les requisitòries van rebre un complet refús. Batu va seguir endavant i el seu germà Berke fou encarregat d'organitzar el kuriltai a Koda'a-aral o Köto'ü-aral, a la vora del Kerulen. Els representants de la branca d'Ogodai va protestar i igual Yissu Magu, cap de l'ulus de Txagatai, que donava suport als ogodeïdes. Però Berke va fer proclamar a Mongka com a gran kan l'1 de juliol de 1251 i l'imperi va passar així de la branca d'Ogodei a la de Tolui, en un virtual cop d'estat que fou possible per la debilitat dels prínceps ogodeïdes, tots joves.
Sorgaqtani, va morir poc després, el febrer de 1252.
Va tenir quatre fills mascles: Möngke, elegit gran kan (1 de juliol del 1251); Khublai Khan, que fou també gran kan (1260); Ariq Boke, gran kan en oposició al seu germà (del 1260 al 1264); i Hulagu, governador de Pèrsia (1253) i considerat el primer Ilkan (fins a 1265).

## referències i notes
1. ↑  Barthold ho situa al Ala tau, entre el Ili i el issiq Kul
2. ↑  segons Barthold a l'Enciclopèdia de l'Islam, va morir a la regió del riu Urungu, segons Pelliot a Les Mongols et la Papauté, va morir al nord-est de Bechbalig (xinès Ku-tch'eng)
3. ↑  Bar Hebraeus la situa el 22 de juliol de 1249, però se sens dubte un error
4. ↑  M. Pelliot pensa que aquest nom és equivalent a Salomó, Les Mongols et la Papauté, pàgines 203 i 204
5. ↑  aquest fill era molt jove i la seva elecció era improbable
6. ↑  en turc Mängü o Mangu, que vol dir Etern
7. ↑  M. Pelliot, Sur quelques mots d'Asie Centrale, J. A., 1913
8. ↑  data donada per Djuweyni